# Поим (Оренбургская область)
Поим — село в Кувандыкском городском округе Оренбургской области.

## География
Находится на расстоянии примерно 37 километров по прямой на северо-восток от окружного центра города Кувандык.

## Климат
Климат умеренно-континентальный. Времена года выражены чётко. Среднегодовая температура по району изменяется от +4,0 °C до +4,8 °C. Самый холодный месяц года — январь, среднемесячная температура около −20,5…−35 °C. Атмосферных осадков за год выпадает от 300 до 450—550 мм, причём большая часть приходится на весенне-летний период (около 70 %). Снежный покров довольно устойчив, продолжительность его, в среднем, 150 дней.

## История
В 1901 году упоминается как хутор Поимский (120 дворов). Основан в последней трети XIX века крестьянами из деревни Поим Чембарского уезда Пензенской губернии. До 2016 года входило в Оноприеновский сельсовет Кувандыкского района, после реорганизации этих муниципальных образований в составе Кувандыкского городского округа.

## Население
Постоянное население составляло 58 человека в 2002 году (башкиры 47 %, русские 41 %), 20 в 2010 году.